# Hydriomena alticola
Hydriomena alticola är en fjärilsart som beskrevs av Mcdunnough 1954. Hydriomena alticola ingår i släktet Hydriomena och familjen mätare. Inga underarter finns listade i Catalogue of Life.